# Cyclodomorphus
A Cyclodomorphus  a hüllők (Reptilia) osztályába, a  pikkelyes hüllők (Squamata) rendjébe, a gyíkok (Sauria)  alrendjébe és a  vakondgyíkfélék (Scincidae) családjába  tartozó nem.

## Rendszerezés
A nembe az alábbi 8 faj tartozik.
- Cyclodomorphus branchialis
- Cyclodomorphus casuarinae
- Cyclodomorphus celatus
- Cyclodomorphus maxima
- Cyclodomorphus melanops
- Cyclodomorphus michaeli
- Cyclodomorphus praealtus
- Cyclodomorphus venustus